# Embers (film, 2015)
Pour les articles homonymes, voir Embers.
Pour plus de détails, voir Fiche technique et Distribution.
Embers est un film de science-fiction américano-polonais réalisé par Claire Carré et sorti en 2015.

## Synopsis
Dans un futur dystopique, les survivants à un virus inconnu perdent la mémoire. Le film suit quelques-uns de ces survivants alors que même les tâches les plus évidentes demandent des efforts de concentration.

## Fiche technique
- Titre : Embers
- Réalisation : Claire Carré
- Scénario : Charles Spano et Claire Carré
- Musique : Kimberly Henninger et Shawn Parke
- Photographie : Todd Antonio Somodevilla
- Montage : Claire Carré
- Sociétés de production : Chaotic Good, Papaya Films, Bunker Features
- Pays d'origine :  États-Unis,  Pologne
- Langue : anglais
- Genre : science-fiction
- Durée : 85 minutes
- Date de sortie : 
  - Allemagne : 18 septembre 2015
  - États-Unis : 16 octobre 2015

## Distribution
- Jason Ritter : l'homme
- Iva Gocheva : la femme
- Greta Fernández : Miranda
- Tucker Smallwood : le professeur
- Karl Glusman : Chaos
- Roberto Cots : le père
- Dominique Swain : la femme à la longue robe
- Matthew Goulish : le gardien
- Silvan Friedman : le jeune garçon

## Accueil critique
L'ambiance apocalyptique et les thèmes existentiels abordés dans le film sont appréciés par la critique,. En même temps que la mémoire, le passé semble avoir disparu. Le film est comparé à Memento de Christopher Nolan dont le scénario repose également sur la perte de mémoire à court terme ; le style général semble emprunter à celui d'Andreï Tarkovski,. L'impression de longueur du film et la sensation de vide sont relevées. 
Le film a été présenté dans plusieurs festivals de cinéma comme le festival du film de La Nouvelle-Orléans ou le Sci-Fi-London ; Embers a notamment reçu les prix du meilleur film et de la meilleure réalisatrice au festival du film de Newport Beach ainsi qu'au festival Science+Fiction de Trieste.